# Uapaca prominenticarinata
Uapaca prominenticarinata là một loài thực vật có hoa trong họ Diệp hạ châu. Loài này được De Wild. miêu tả khoa học đầu tiên năm 1927.